# Liste der Kulturdenkmäler in Pomster
In der Liste der Kulturdenkmäler in Pomster sind alle Kulturdenkmäler der rheinland-pfälzischen Ortsgemeinde Pomster aufgeführt. Grundlage ist die Denkmalliste des Landes Rheinland-Pfalz (Stand: 12. Juni 2023).

## Einzeldenkmäler
| Bezeichnung                           | Lage                  | Baujahr                     | Beschreibung                                    | Bild                           |
| ------------------------------------- | --------------------- | --------------------------- | ----------------------------------------------- | ------------------------------ |
| Katholische Filialkirche St. Maternus | Triertalstraße 1 Lage | Anfang des 18. Jahrhunderts | barocke Saalkirche, Anfang des 18. Jahrhunderts | weitere Bilder Fotos hochladen |